# قرين التمساح
قرين التمساح (الاسم العلمي: Desmatosuchus)، (والاسم مشتق من اليونانية القديمة δεσμός desmos 'قرين' + σοῦχος soûkhos 'تمساح') جنس منقرض من الأركوصورات المنتمية إلى رتبة الإيتوصوريات. عاشت خلال أواخر العصر الترياسي.